# Peter Schmeichel
Peter Bolesław Schmeichel (Gladsaxe, 18. studenoga 1963.), je danski nogometni vratar. Schmeichel se istakao atletskom građom, visok je 1.93 m, nosio je posebnu XXXL sportsku odjeću. Bio je energičan vratar, često je vikao na svoje suigrače u obrani. 
Smatra se jednim od najboljih nogometnih vratara u povijesti. Drži statistički rekord s najviše utakmica bez primljenih golova u engleskoj ligi. Uvršten je u Englesku nogometnu kuću slavnih za svoje zasluge 2003. godine. Proglašen je najboljim europskim vratarom godine 1992., 1993., 1997. i 1998. godine. Bio je danski nogometaš godine 1990., 1993. i 1999. godine. U anketi Reutersa 2001. godine u kojoj je sudjelovalo 200.000 ljudi izabran je za najboljeg nogometnog vratara u povijesti, čak ispred Lava Jašina i Gordona Banksa. Udruženje IFFHS 2000. godine, stavilo ga je na popis 10 najboljih nogometnih vratara 20. stoljeća. 
Povodom 100. godina FIFE Pelé je 2004. godine sastavio popis 125 najboljih nogometaša i na njemu se nalazi i Schmeichel.

## Klupska karijera
Igrao je za danske klubove Gladsaxe/Hero, Hvidovre IF i Brøndby IF. S Brøndby-jem osvojio je dansko prvenstvo 1987., 1988., 1990. i 1991. godine, te danski kup 1989. godine. Najpoznatiji je po vrlo uspješnim nastupima za Manchester United u engleskoj ligi od 1991. do 1999. godine. Bio je kapetan kada je klub osvojio Ligu prvaka 1999. godine, te englesko prvenstvo i kup iste godine. S klubom je osvojio 5 naslova prvaka engleske lige, 3 FA kupa, 4 FA Community Shield naslova, Ligu prvaka i UEFA Superkup. Za Manchester United ostvario je ukupno 398 nastupa. Proglašen je za najboljeg vratara svijeta 1992. i 1993. godine. 
Sa Sportingom osvojio je portugalsko prvenstvo. Igrao je još za Aston Villu i Manchester City.

## Reprezentativna karijera
Za dansku nogometnu reprezentaciju nastupao je 1987. do 2001. godine. Nastupio je 129 puta za reprezentaciju, što je danski rekord. Bio je kapetan reprezentacije na 30 utakmica. Postigao je 1 gol za reprezenaciju, a 11 ukupno, što je odlično za vratara. S reprezentacijom nastupio je na Svjetskom prvenstvu 1998. u Francuskoj i na tri europska prvenstva 1992., 1996. i 2000. godine. Na Europskom prvenstvu 1992. godine u Švedskoj, Danska je senzacionalno osvojila prvo mjesto, a Schmeichel je bio jedan od ključnih igrača. Danska nije ni trebala nastupiti na tom prvenstvu. Pojavili su se kao rezerva, kada je Jugoslavija izgubila pravo nastupanja zbog rata. 

## Osobni život
Otac mu je Poljak, a majka Dankinja. Imao je poljsko državljanstvo, dok nije dobio dansko. Njegovo srednje ime Bolesław dobio je po djedu. U mladosti je radio u tvornici tekstila, u staračkom domu i u uredu Svjetske organizacije za zaštitu prirode (WWF). Njegov sin Kasper također je nogometni vratar.